# Kandesartan
Kandesartan – organiczny związek chemiczny, bloker receptora angiotensyny. Jest on pierwszym lekiem, u którego potwierdzono skuteczność kliniczną, niezależną od dawki stosowanego inhibitora enzymu konwertującego angiotensynę. Nie jest usuwany przez hemodializę.
Wchodzi on w skład grupy leków będących antagonistami receptora dla angiotensyny II o działaniu wybiórczym na receptory AT1.

## Działanie
- blokuje działanie angiotensyny II
- wywołuje rozkurcz naczyń
- zmniejsza ciśnienie tętnicze
- powoduje rozluźnienie mięśni gładkich naczyń krwionośnych (rozszerza naczynia i powoduje spadek ciśnienia tętniczego)

Do działań ubocznych pojawiających się podczas stosowania kandesartanu można zaliczyć, między innymi, zawroty i bóle głowy, zakażenia układu oddechowego, nadmierne obniżenie ciśnienia tętniczego, zaburzenie czynności nerek, zwiększenie stężenia kreatyniny, mocznika i potasu w surowicy.
Sporadycznie mogą również się pojawić: obrzęk naczynioruchowy, bóle stawów, mięśni i pleców, wysypka, pokrzywka, świąd, zwiększenie aktywności enzymów wątrobowych, zaburzenia czynności wątroby i nerek, zapalenie wątroby, zmniejszenie liczby leukocytów i granulocytów obojętnochłonnych.
Przedawkowanie leku powoduje niedociśnienie tętnicze i zawroty głowy.

## Wskazania
- nadciśnienie tętnicze
- niewydolność serca i dysfunkcja skurczowa lewej komory
- nietolerancja inhibitorów konwertazy angiotensyny II
- wspomagająco w leczeniu inhibitorami konwertazy angiotensyny

## Preparaty
- Atacand (łac. candesartanum cilexetilum), tabletki 32 mg